# تونگ تان ترن
تونگ تان ترن (انگلیسی: Tung Thanh Tran) بازیگر سینما، و هنرپیشه اهل ایالات متحده آمریکا است. این بازیگر که اصالت ویتنامی دارد را با نام هنری «تام ترن» می‌شناسند. عمده شهرت تام ترن به خاطر بازی در فیلم سینمایی صبح به خیر، ویتنام است.